# Clenia Noblet
Clenia Noblet Salazar (Guantánamo, 6 maggio 1987) è una cestista cubana.

## Carriera
Con Cuba ha disputato i Campionati mondiali del 2014 e sei edizioni dei Campionati americani (2005, 2007, 2009, 2011, 2013, 2015).